# (38710) 2000 QG97
2000 QG97 (asteroide 38710) é um asteroide da cintura principal. Possui uma excentricidade de 0.13370200 e uma inclinação de 5.56202º.
Este asteroide foi descoberto no dia 28 de agosto de 2000 por LINEAR em Socorro.